# 八穀二
八穀二，即御夫座ξ（ξ Aur, ξ Aurigae）是一颗位于御夫座的恒星，距离地球约241光年。
八穀二是一颗白色A-型主序星，视星等为+4.96。
在中国古代星官系统中，它属于三垣紫微垣的星官八穀第二星，这也是八穀二名字的来由。